# Лозна (Бијело Поље)
Лозна је насеље у општини Бијело Поље у Црној Гори. Према попису из 2003. било је 476 становника (према попису из 1991. било је 514 становника).

## Демографија
У насељу Лозна живи 331 пунолетни становник, а просечна старост становништва износи 32,5 година (33,1 код мушкараца и 31,9 код жена). У насељу има 122 домаћинства, а просечан број чланова по домаћинству је 3,90.
Становништво у овом насељу веома је хетерогено, а у последња три пописа, примећен је пад у броју становника.
|  |

| Демографија | Демографија | Демографија |
| Година      | Становника  | Становника  |
| ----------- | ----------- | ----------- |
|             |             |             |
|             |             |             |
|             |             |             |
|             |             |             |
| 1948.       | 447         |             |
| 1953.       | 556         |             |
| 1961.       | 589         |             |
| 1971.       | 541         |             |
| 1981.       | 565         |             |
| 1991.       | 514         | 513         |
| 2003.       | 554         | 476         |
|             |             |             |

| Етнички састав према попису из 2003.‍ | Етнички састав према попису из 2003.‍ | Етнички састав према попису из 2003.‍ | Етнички састав према попису из 2003.‍ | Етнички састав према попису из 2003.‍ |
| ------------------------------------ | ------------------------------------ | ------------------------------------ | ------------------------------------ | ------------------------------------ |
|                                      |                                      |                                      |                                      |                                      |
| Бошњаци                              | Бошњаци                              |                                      | 193                                  | 40,54%                               |
| Срби                                 | Срби                                 |                                      | 117                                  | 24,57%                               |
| Муслимани                            | Муслимани                            |                                      | 107                                  | 22,47%                               |
| Црногорци                            | Црногорци                            |                                      | 53                                   | 11,13%                               |
| непознато                            | непознато                            |                                      | 6                                    | 1,26%                                |

| Година пописа     | 1948. | 1953. | 1961. | 1971. | 1981. | 1991. | 2003. |
| ----------------- | ----- | ----- | ----- | ----- | ----- | ----- | ----- |
| Број домаћинстава | 88    | 104   | 104   | 95    | 103   | 129   | 138   |

| Број чланова      | 1   | 2  | 3  | 4  | 5  | 6  | 7  | 8 | 9 | 10 и више | Просек |
| ----------------- | --- | -- | -- | -- | -- | -- | -- | - | - | --------- | ------ |
| Број домаћинстава | 122 | 20 | 17 | 14 | 18 | 25 | 17 | 7 | 4 | 0         | 0      |

| Пол    | Укупно | Неожењен/Неудата | Ожењен/Удата | Удовац/Удовица | Разведен/Разведена | Непознато |
| ------ | ------ | ---------------- | ------------ | -------------- | ------------------ | --------- |
| Мушки  | 182    | 77               | 93           | 6              | 1                  | 5         |
| Женски | 181    | 56               | 91           | 26             | 2                  | 6         |
| УКУПНО | 363    | 133              | 184          | 32             | 3                  | 11        |

| Пол    | Укупно                    | Пољопривреда, лов и шумарство | Рибарство                            | Вађење руде и камена | Прерађивачка индустрија       |
| ------ | ------------------------- | ----------------------------- | ------------------------------------ | -------------------- | ----------------------------- |
| Мушки  | 55                        | 4                             | 0                                    | 1                    | 3                             |
| Женски | 22                        | 1                             | 0                                    | 0                    | 5                             |
| УКУПНО | 77                        | 5                             | 0                                    | 1                    | 8                             |
| Пол    | Производња и снабдевање   | Грађевинарство                | Трговина                             | Хотели и ресторани   | Саобраћај, складиштење и везе |
| Мушки  | 0                         | 10                            | 3                                    | 4                    | 3                             |
| Женски | 0                         | 0                             | 7                                    | 3                    | 0                             |
| УКУПНО | 0                         | 10                            | 10                                   | 7                    | 3                             |
| Пол    | Финансијско посредовање   | Некретнине                    | Државна управа и одбрана             | Образовање           | Здравствени и социјални рад   |
| Мушки  | 0                         | 0                             | 9                                    | 6                    | 1                             |
| Женски | 0                         | 0                             | 0                                    | 2                    | 1                             |
| УКУПНО | 0                         | 0                             | 9                                    | 8                    | 2                             |
| Пол    | Остале услужне активности | Приватна домаћинства          | Екстериторијалне организације и тела | Непознато            | Непознато                     |
| Мушки  | 9                         | 0                             | 0                                    | 2                    | 2                             |
| Женски | 1                         | 0                             | 0                                    | 2                    | 2                             |
| УКУПНО | 10                        | 0                             | 0                                    | 4                    | 4                             |